# Pretendo Network
Pretendo Network（プレテンドーまたはプリテンドー）は、ニンテンドーネットワークのサービスが終了したニンテンドー3DSとWii Uの代替サーバとして稼働するオープンソースのサーバであり、無料で使用することができる。また、JuxtapositionというMiiverseの代替サーバーも存在する。このサーバーは、3DSとWii Uのみではなく、PCでも利用できる。

## 概要
Pretendoは、3DSおよびWii U用のカスタムサーバーを構築することを目的とした、オープンソースのニンテンドーネットワークの代替サーバーである。これらの機種のオンライン機能を維持し、プレイヤーが3DSとWii Uのゲームをプレイし続けられるようにすることがPretendoの目標である。

## 対応されたゲーム・機能
Wii U
- スーパーマリオメーカー
- スーパーマリオ 3Dワールド
- マリオカート8
- スプラトゥーン
- モンスターハンター3G HD Ver.（ダウンロードコンテンツ）
- Nintendo Land
- 大乱闘スマッシュブラザーズ for Wii U
- Wii U Chat
- Minecraft: Wii U Edition
- ピクミン3
- ポッ拳 POKKÉN TOURNAMENT

Nintendo 3DS
- とびだせ どうぶつの森(現在は脆弱性の問題でサーバーが一時停止中）
- マリオカート7
- 新・光神話 パルテナの鏡
- 妖怪ウォッチ2
- スーパーマリオメーカー for ニンテンドー3DS
- スティールダイバー
- ゼルダの伝説 トライフォース3銃士
- モンスターハンター3G（ダウンロードコンテンツ）
- モンスターハンター4G
- ポケットモンスター X・Y（PSS）
- 大乱闘スマッシュブラザーズ for Nintendo 3DS
- フレンドリスト
- Miiverse
- 妖怪ウォッチバスターズ（現在はベータ版のみ）

## 開発中のゲーム・機能
情報はありません

## SSSLプロジェクト
Pretendoチームは、Wii UのSSLのバグを利用した、エクスプロイト(脆弱性)を活用して改造なしで接続できる「SSSL」のプロジェクトを行っている。DNSサーバーを変更するだけで接続可能である。公式サイトでは「我々は、任天堂がこのエクスプロイトに対策することに備えて、長らくこの日のために温存してきた」と発言している。

## 注意喚起
任天堂は2025年1月15日に、Wii Uのオンライン機能を代替する非正規サービスの存在を確認したとXで発表し、セキュリティリスクの観点から使用しないように注意喚起を行った。
一方、この呼びかけに対してPretendoは、任天堂の警告を理解していると述べ、ユーザーにはインストールするデータには注意し、適切なものを入れてほしいと促した。またセキュリティに関しては、ユーザーの安心安全を第一に考え、任天堂がサポートしなくなったゲームにもセキュリティパッチを開発していると述べた。